# مالمزبری، ویکتوریا
مالمزبری (به انگلیسی: Malmsbury) یک منطقهٔ مسکونی در استرالیا است که در ویکتوریا (استرالیا) واقع شده‌است.